# Matrox
Matrox Electronic Systems Ltd é uma empresa Canadense com sede em Dorval, Quebec, fabricante de placas de vídeo, componentes e outros equipamentos para computadores pessoais. Foi fundada por Lorne Trottier e Branko Matić. O "ma" de Matić e o "tro" de Trottier, combinados com o "x" de excelência, formaram o nome Matrox.
A Matrox se especializou em placas gráficas profissionais para uso com múltiplos monitores simultaneamente, tendo deixado o mercado de aceleração 3D para jogos devido a forte concorrência da também canadense ATI e da norte-americana NVIDIA. Os mercados de atuação da Matrox consistem desde então dos meios 2D, vídeo, científico, médico, militar e financeiro.
Na década de 1990, a linha Millenium de placas de vídeo era reconhecida pelo desempenho e qualidade visual em gráficos bidimensionais. A empresa não conseguiu manter esse sucesso, com os modelos subseqüentes perdendo mercado e desempenho frente à concorrência. Estima-se que a fatia de mercado da Matrox seja de 3-5% em 2006.

## Três Divisões
Matrox agora está dividida em três áreas: Matrox Graphics, Matrox Video, e Matrox Imaging. Matrox Graphics ao consumidor principal e utilizador da marca, enquanto Matrox Video é feita para profissionais da área de vídeo-produção, e Matrox Imaging utilizada para fins específicos como médicos e afins.

## Modelos para o mercado doméstico

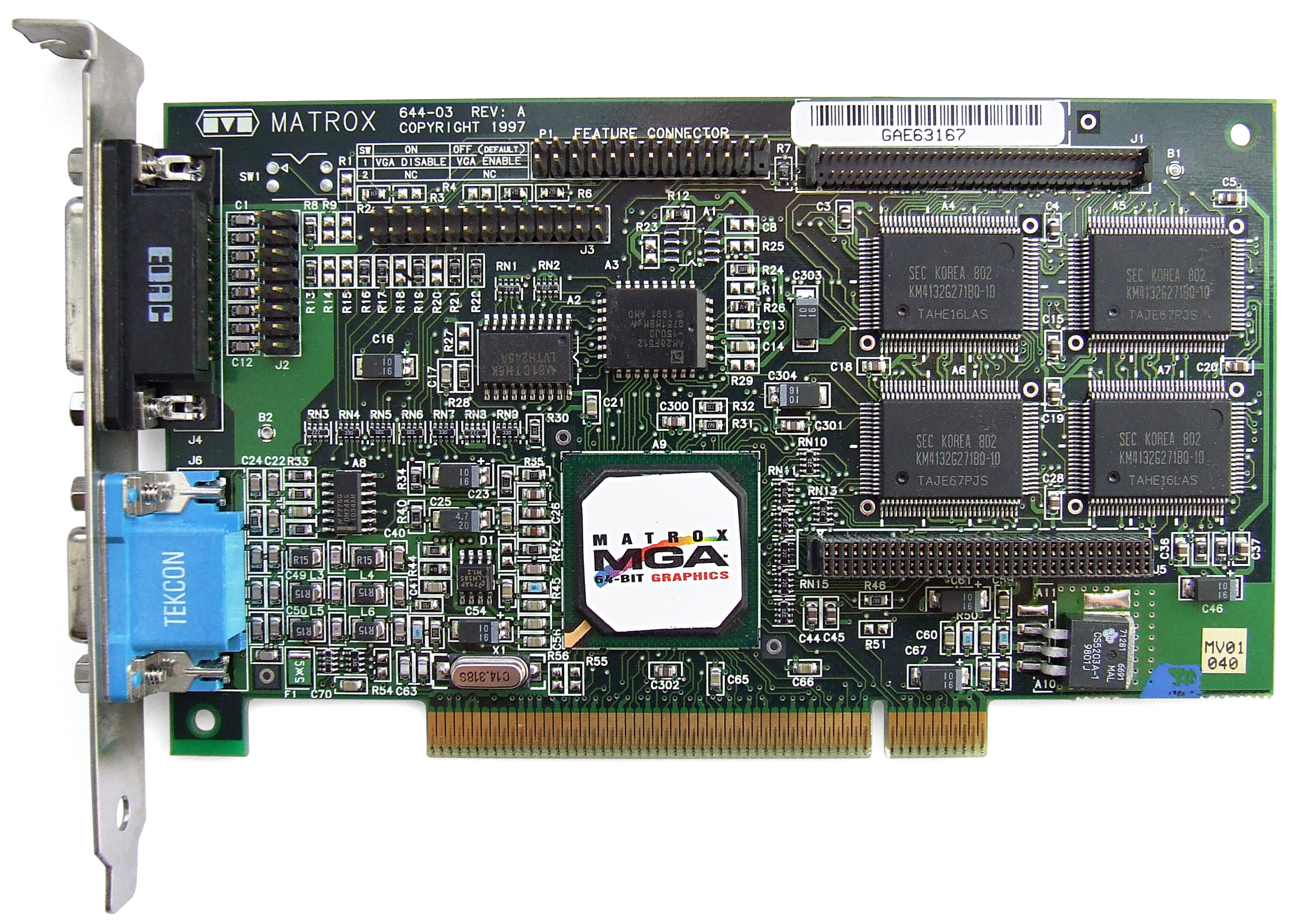
Matrox Mystique 220

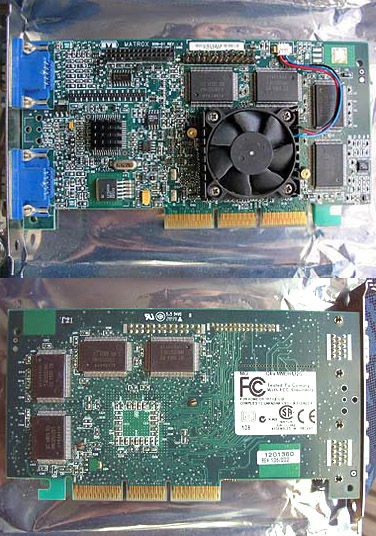
Matrox G400 Max

- Matrox Ultima
- Matrox Impression

- Matrox Mystique
- Matrox Millennium
- Matrox Mystique 220
  - Matrox Mystique 220 Business
- Matrox Millennium II
- Matrox m3D
- Matrox Productiva G100
  - Matrox Productiva G100 MMS
- Matrox Mystique G200
  - Matrox Millennium G200
  - Matrox Millennium G200 LE
  - Matrox Millennium G200 DVI
  - Matrox Millennium G200 MMS
  - Matrox Marvel G200
- Matrox Millennium G250
  - Matrox Millennium G250 LE

- Matrox Millennium G400
  - Matrox Millennium G400 MAX
  - Matrox Marvel G400
- Matrox Millennium G450
  - Matrox Millennium G450 DVI
  - Matrox Millennium G450 MMS
  - Digital First Millennium G450
  - Matrox Marvel G450 eTV
- Matrox Millennium G550
  - Digital First Millennium G550
  - Matrox Millennium G550 DVI
  - Matrox Millennium G550 Dual-DVI
  - Matrox G550 PCIe X1
- Matrox Parhelia (2002)
  - Matrox Millennium P650
  - Matrox Millennium P750
  - Matrox Parhelia-512 (2003)
  - Matrox Parhelia PCI
  - Matrox Parhelia HR256
  - Matrox Parhelia Precision SGT
  - Matrox Parhelia QID/QID PRO
  - Matrox APVe X16
  - Matrox QID PCIe X16
  - Matrox P650 PCIe X16

## Modelos para o mercado médico
- Série MED:
  - MED2mp
  - MED3mp
  - MED5mp
- Série RAD:
  - RAD2mp
  - RAD3mp
  - RAD9mp
  - RADQ2mp
- Série TheatreVUE:
  - TheatreVUE T20
  - TheatreVUE T30

A Matrox também fabrica placas para edição de vídeo em tempo real como o modelo RT.X2(SD e PRO), RT.X100, entre outras, já descontinuadas.